# Sydney Newman
Sydney Cecil Newman (Toronto, 1º aprile 1917 – Toronto, 30 ottobre 1997) è stato un produttore televisivo e produttore cinematografico canadese.
Newman svolse un ruolo pionieristico e fondamentale nella televisione britannica dalla fine degli anni cinquanta alla fine degli anni sessanta. Lavorò prima con la Associated British Corporation (ABC, ora Thames Television), prima di trasferirsi nel 1962 alla BBC, in qualità di produttore esecutivo. Durante questa fase della sua carriera, fu responsabile della creazione di due serie d'intrattenimento estremamente popolari, Agente speciale (The Avengers) e Doctor Who.
Il Museum of Broadcast Communications descrive Newman come "l'agente più significativo nello sviluppo della drammaturgia televisiva britannica". Il suo necrologio sul The Guardian recitò: "Per dieci brevi ma gloriosi anni, Sydney Newman... fu l'impresario più importante in Gran Bretagna... La sua dipartita segna non solo la fine di un'era ma anche di un'intera filosofia dell'arte popolare".
In Canada, in qualità di commissario della National Film Board of Canada (NFB), si attirò alcune critiche per la decisione presa di sopprimere per motivi politici la distribuzione di alcuni film diretti da registi franco-canadesi.

## Carriera

### Inizi in Canada
Nato a Toronto con il cognome "Nudelman", Newman era figlio di un immigrato ebreo-russo che aveva un negozio di scarpe. Dopo gli studi alla Ogden Public School, abbandonati all'età di tredici anni, si iscrisse in seguito alla Central Technical School, studiando arte e disegno grafico. Inizialmente decise di intraprendere una carriera come fotografo ed illustratore, specializzandosi in manifesti cinematografici. Tuttavia, si rese conto ben presto della difficoltà di guadagnare abbastanza soldi per vivere di detta professione, e si orientò verso un lavoro nell'industria cinematografica stessa. Nel 1938, andò a Hollywood, dove gli venne offerto un posto come disegnatore alla Walt Disney Company. Sfortunatamente però non poté accettare l'opportunità in quanto non ottenne un permesso di lavoro dal governo statunitense. Tornato in Canada nel 1941, gli venne offerto un lavoro come montatore presso la National Film Board of Canada. Lì si occupò del montaggio di oltre 350 pellicole.
Durante la Seconda Guerra Mondiale, il capo della NFB, John Grierson, promosse Newman alla carica di produttore, affidandogli la supervisione di documentari e film di propaganda bellici, incluso Fighting Norway che Newman diresse. Nel 1944 divenne produttore esecutivo di Canada Carries On, una lunga serie di film. Nel 1949 Grierson aiutò ancora la carriera di Newman facendolo entrare in televisione, industria all'epoca in forte ascesa, con un anno di contratto presso la NBC a New York City. La sua occupazione era quella di compilare relazioni per il governo canadese sulle tecniche televisive statunitensi.

### Canadian Broadcasting Corporation
Una delle relazioni scritte da Newman venne notata dalla dirigenza della Canadian Broadcasting Corporation (CBC), e così nel 1952 egli entrò alla CBC come supervisore capo della divisione documentari e trasmissioni estere. In questa posizione fu coinvolto nella produzione non solo di alcune delle prime edizioni televisive di Hockey Night in Canada ma anche della prima partita della Canadian Football League ad essere trasmessa in tv. Avendo assistito alla produzione di sceneggiati televisivi a New York, egli fu in grado di occuparsi anche di questo settore, nonostante, per sua stessa ammissione, "non sapesse nulla di drammaturgia". Nel 1954, fu comunque in grado di convincere i suoi superiori alla CBC a farlo diventare supervisore della produzione drammaturgica. In questa posizione egli incoraggiò una nuova leva di giovani sceneggiatori e registi, inclusi Ted Kotcheff e Arthur Hailey, e produsse show di successo come General Motors Theatre.
Alcuni sceneggiati presentati all'interno del contenitore General Motors Theatre, incluso Flight into Danger di Hailey, furono acquistati dalla BBC in Gran Bretagna. Le produzioni impressionarono Howard Thomas, direttore della Associated British Corporation (ABC). Thomas offrì a Newman un posto alla ABC come produttore della sua serie thriller del sabato sera. Newman accettò, e si trasferì in Inghilterra nel 1958.

### Associated British Corporation

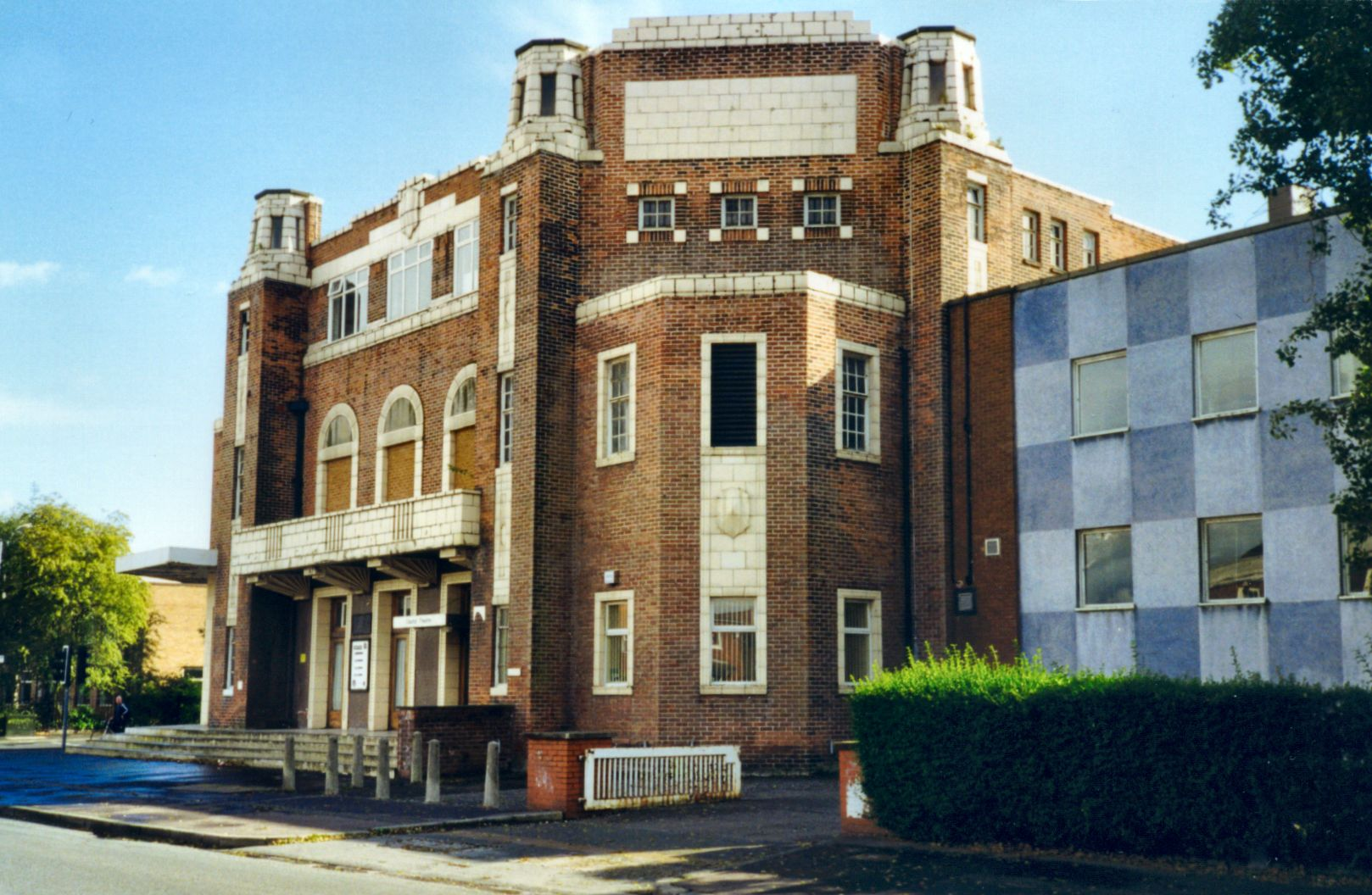
Gli studi ABC a Didsbury, Manchester, dove Newman rinnovò Armchair Theatre e creò The Avengers.

Poco tempo dopo l'arrivo di Newman nel Regno Unito, il responsabile del reparto drammaturgia della ABC, Dennis Vance, fu promosso ad un incarico superiore per anzianità, e Thomas offrì a Newman il posto vacante. Egli, però, si disse perplesso dello stato nel quale versavano le trasmissioni televisive britanniche. «All'epoca, l'unico programma veramente popolare era una trasmissione sul tennis», raccontò in un'intervista nel 1988. «Gli sceneggiati erano solitamente adattamenti di pièce teatrali destinati invariabilmente alle classi agiate. Io dissi: Al diavolo le classi agiate! Non la guardano neanche la televisione!».
Il mezzo principale con il quale Newman cercò di cambiare la situazione stagnante fu un programma già in corso prima del suo arrivo alla ABC, Armchair Theatre. Questa serie antologica veniva trasmessa a livello nazionale il sabato sera, e nel 1959 era nella top ten delle trasmissioni più seguite, con oltre 12 milioni di spettatori. Newman utilizzò questo contenitore per presentare sceneggiati di autori quali Alun Owen, Harold Pinter e Clive Exton, portando anche talenti dal Canada come Charles Jarrott e Ted Kotcheff. Scrivendo nel 2000, lo storico della televisione inglese John Caughie disse che l'insistenza di Newman nel volere che la serie ricorresse esclusivamente a materiale originale appositamente scritto per la televisione rese Armchair Theatre un capitolo decisivo nella storia della tv d'intrattenimento britannica.

#### The Avengers
Nel 1960 Newman ideò una serie thriller per la ABC intitolata Police Surgeon con protagonista Ian Hendry. Sebbene Police Surgeon non si rivelò un successo e venne cancellata dopo poco tempo, Newman scelse Hendry come protagonista di un nuovo programma chiamato Agente speciale (in originale The Avengers), uno dei primi esempi del genere fanta-spionistico (SpyFi in inglese) che combina trame di spionaggio con elementi fantascientifici. Debuttando nel gennaio 1961, The Avengers divenne un successo a livello internazionale, anche se in anni successivi il programma si distanziò alquanto dalle premesse iniziali di Newman, virando più sulla commedia che sul thriller.
Il grande successo riscosso da Newman alla ABC non passò inosservato ai vertici della prestigiosa British Broadcasting Corporation, che voleva rinnovare la propria divisione dedicata all'intrattenimento. Nel 1961 il direttore della BBC Television, Kenneth Adam, si incontrò con Newman e gli offrì il posto di produttore capo. Entusiasta della nuova avventura, Newman accettò l'offerta sebbene fu costretto a restare con la ABC fino al termine del contratto nel dicembre 1962, per poi passare immediatamente alla BBC.

### British Broadcasting Corporation
Nel 1964 lui e Kenneth Adam iniziarono la nuova serie antologica The Wednesday Play, l'equivalente della BBC di Armchair Theatre, che riscosse grande successo sia di pubblico che di critica con drammi scritti e diretti da gente come Dennis Potter, Jeremy Sandford e Ken Loach. Alcune produzioni scatenarono dibattiti e polemiche, per esempio Cathy Come Home, scritta da Jeremy Sandford, che trattava lo scottante tema dei senzatetto. Ci furono anche problemi causati dall'abitudine di Newman di circondarsi di registi freelance, i quali per farsi notare dal grande pubblico, spesso eccedevano nei costi di produzione; con i registi dipendenti ciò poteva essere compensato riducendo il budget di una produzione successiva, ma con un libero professionista tale rimedio non sarebbe stato possibile.
Shaun Sutton fu uno dei produttori che lavorò sotto Newman alla BBC, e successivamente gli sarebbe succeduto come capo della divisione drammaturgica. In seguito egli scrisse come Newman "galvanizzò i drammi televisivi"; ... [creando] un clima dove la profondità rendeva." In contrasto, Don Taylor, che ai tempi era un regista del reparto drammi, dichiarò a posteriori di aver sempre ritenuto Newman "inadatto" al ruolo di produttore capo: «A dirla tutta, ritenevo molto offensivo che una tale posizione di primo piano fosse stata data a un canadese interessato solo ai profitti e che nulla o poco conosceva della tradizione teatrale inglese, per non parlare di quella europea e mondiale».

#### Doctor Who

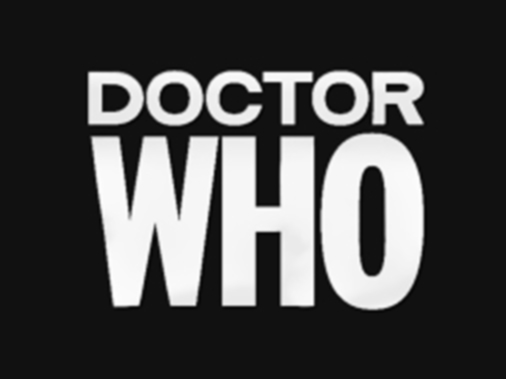
Doctor Who, la celebre serie TV di successo di origine Britannica.

Nel 1963 Newman contribuì alla creazione della serie di fantascienza Doctor Who, originariamente intesa per un pubblico di bambini. La serie televisiva è stata descritta a posteriori dalla British Film Institute come un "fenomeno senza precedenti nel panorama televisivo britannico", e dal quotidiano The Times come la "quintessenza dell'essere inglese". Newman era da tempo un appassionato di science-fiction: «Arrivato a oltre quarant'anni, non penso ci sia un libro di fantascienza che non abbia letto. Li adoro perché sono un meraviglioso e "sicuro" modo, per dire cose sconvenienti sulla nostra società».
Quando il dirigente della BBC Donald Baverstock comunicò a Newman la necessità di avere un programma per riempire il vuoto al sabato sera tra la trasmissione sportiva Grandstand e quella musicale Juke Box Jury, egli decise che una serie di ambientazione science-fiction per famiglie sarebbe stata ideale per riempire il vuoto nella programmazione. Anche se gran parte della scrittura del programma è da attribuirsi a Donald Wilson, C. E. Webber, ed altri, fu Newman ad avere l'idea di una macchina del tempo più grande all'interno rispetto a fuori e del personaggio del misterioso "Dottore", punti cardine dell'intero programma. Si ritiene inoltre che abbia ideato lui il titolo Doctor Who, sebbene l'attore e regista Hugh David in seguito indicasse l'amico Rex Tucker, come vero ideatore del titolo della serie.
Quando la traccia principale della serie venne stabilita, inizialmente Newman approcciò prima Don Taylor e poi Shaun Sutton chiedendo loro di produrla, ma entrambi declinarono l'offerta. Egli quindi decise di contattare la sua ex assistente di produzione alla ABC, Verity Lambert, che non si era mai occupata in precedenza di produrre, scrivere o dirigere una serie tv, ma che accettò con entusiasmo. Poiché la Lambert era giovane, e l'unica donna ad aver mai prodotto un programma della BBC, ci fu molta perplessità nei confronti della scelta di Newman tra gli addetti ai lavori. Anche Newman stesso entrò in disaccordo con lei in qualche occasione, nello specifico circa la scelta di introdurre nel programma la razza aliena dei Dalek. Newman non voleva nessun "mostro di cartapesta" nello show, ma si convinse quando le creature divennero un grande successo.
Nell'episodio Natura umana del 2007 della terza stagione della nuova serie di Doctor Who, il Dottore (nella sua identità umana di "John Smith") si riferisce ai suoi genitori con i nomi Sydney e Verity, evidente omaggio a Newman e Lambert. Anche "Verity Newman", un personaggio presente nell'episodio speciale La fine del tempo del 2010, è un omaggio a loro due.
Nel 2013, in occasione del cinquantesimo anniversario di Doctor Who, la BBC commissionò un film tv sulla creazione della serie, intitolato Un'avventura nello spazio e nel tempo, scritto da Mark Gatiss. Nel film Sydney Newman venne interpretato dall'attore scozzese Brian Cox.

#### Altri lavori e fuoriuscita
Newman ebbe inoltre successo anche con opere più tradizionali alla BBC, come il dramma in costume The Forsyte Saga del 1967, un progetto di Donald Wilson del quale Newman non era stato inizialmente entusiasta. Tuttavia, lo sceneggiato divenne una delle produzioni più popolari dell'epoca, con oltre 100 milioni di telespettatori in 26 Paesi. Dopo aver dato il via ad altre serie di successo come Adam Adamant Lives!, alla fine del 1967 il contratto quinquennale di Newman con la BBC arrivò a scadenza, ed egli decise di non rinnovarlo. Invece, tornò a lavorare nell'industria cinematografica, come produttore per la Associated British Picture Corporation.
Tuttavia, l'industria cinematografica britannica stava ormai entrando in un periodo di declino, e nessuno dei progetti di Newman entrò mai in produzione. La ABPC venne acquisita dalla EMI, e alla fine del giugno 1969, Newman si dimise dalla compagnia, descrivendo in seguito il periodo di diciotto mesi passato alla ABPC come "una terribile perdita di tempo". Nonostante la rinnovata offerta di tornare a fare il produttore esecutivo per la BBC, ricevuta lo stesso giorno delle sue dimissioni dalla ABPC, Newman decise di tornare in Canada. Lasciò la Gran Bretagna il 3 gennaio 1970.

### Ritorno in Canada

#### National Film Board of Canada
La prima occupazione che ebbe al suo ritorno in patria fu un posto come consulente amministrativo presso la Canadian Radio and Television Commission (CRTC) di Ottawa, dove si batté contro le emittenti private canadesi, specialmente con la CTV, circa le nuove regolamentazioni per le trasmissioni televisive. Si occupò di questo solo per qualche mese, per poi passare nell'agosto 1970 alla National Film Board of Canada, in qualità di presidente. In questo ruolo, ebbe molte difficoltà ad operare nella provincia del Québec in quanto non parlava francese.
Newman fu in grado di far progredire le relazioni tra la NFB e la CBC, assicurandosi slot televisivi in prima serata per molte produzioni, anche se venne criticato da alcuni registi per aver permesso la trasmissione dei film inframezzati dagli spot pubblicitari. Inoltre, sancì il definitivo passaggio al colore per qualsiasi produzione della NFB. Tuttavia, il Toronto Star scrisse che Newman era "impantanato tra guerre di fazioni politiche e caos amministrativo". Egli fu responsabile della censura e della messa al bando di diverse produzioni, incluse On est au coton di Arcand, e 24 heures ou plus di Gilles Groulx. Queste pellicole vertevano, rispettivamente, sulle condizioni di lavoro nelle fabbriche tessili e sulla società consumistica. Tali censure o proibizioni causarono a Newman attacchi da parte di alcuni critici che lo accusarono di essere un nemico del proletariato e un sostenitore del capitalismo.
Newman ebbe sempre un rapporto ambiguo con il cinema in lingua francese. Nel 1971 difese Un pays sans bon sens! di Pierre Perrault davanti alla commissione parlamentare, ma lo stesso anno proibì personalmente l'uscita nelle sale del film Les ordres diretto da Michel Brault.
Quando il contratto di Newman con la NFB terminò nel 1975, non fu rinnovato. Egli passò al ruolo di Consigliere speciale per il Cinema presso la Segreteria di Stato del Canada, e dal 1978 al 1984 fu a capo del team creativo della Canadian Film Development Corporation.

### Anni successivi
Nel 1981 Newman ricevette l'Ordine del Canada, il maggior riconoscimento civile della nazione. Poco tempo dopo tornò a vivere in Gran Bretagna per qualche tempo a seguito della morte di sua moglie Elizabeth McRae, con la quale era sposato dal 1944. La ragione principale del suo ritorno in Inghilterra fu un tentativo, infruttuoso, di produrre una serie drammatica sul Gruppo di Bloomsbury per il nuovo network Channel 4.
Nel 1986, l'allora dirigente della BBC One, Michael Grade, insoddisfatto dell'attuale stato di Doctor Who, scrisse a Newman chiedendogli se avesse qualche idea per risollevare le sorti della serie, che era in forte calo di ascolti. Newman scrisse a Grade una lettera piena di proposte e suggerimenti, proponendosi anche come produttore esecutivo dello show. Grade suggerì che Newman si incontrasse a cena il produttore capo Jonathan Powell, per discutere delle sue idee per lo show. Tuttavia Newman e Powell non si intesero mai, e dal loro incontro non sortì nulla.
Tornato nuovamente in Canada negli anni novanta, nel 1997 morì a causa di un infarto a Toronto. All'epoca del suo decesso, la sua compagna era Marion McDougall.